# Ostwald
Ostwald – miejscowość i gmina we Francji, w regionie Grand Est, w departamencie Dolny Ren.
Według danych na rok 1990 gminę zamieszkiwało 10 197 osób, 1434 os./km².